# 凯文·迪宁
凯文·迪宁（英語：Kevin Dineen，1963年10月28日—），加拿大男子冰球运动员，场上位置是前锋。他曾代表加拿大国家队参加1984年冬季奥林匹克运动会冰球比赛，获得第4名。